# 法中贸易工业银行

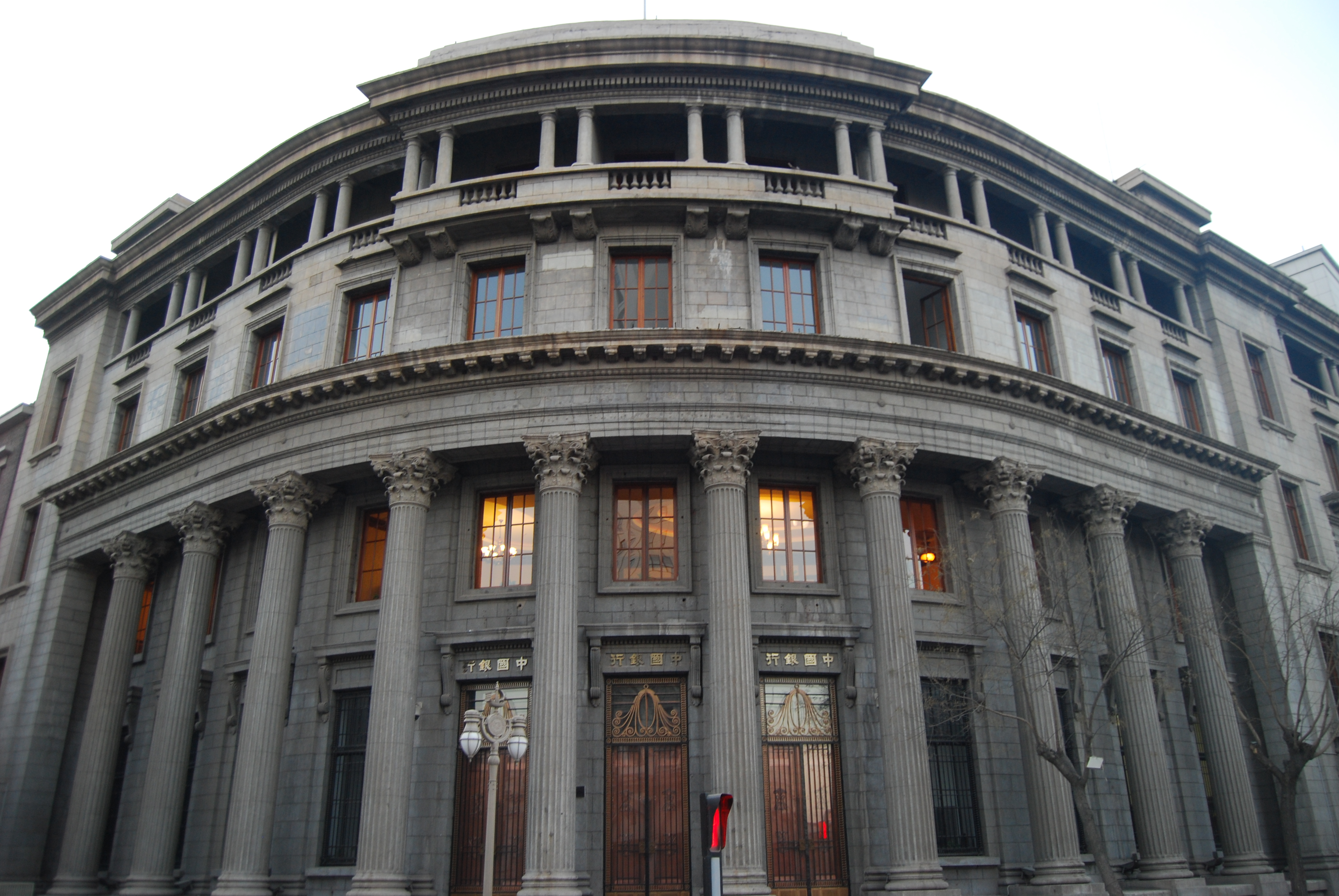
天津中法工商銀行大樓

法中贸易工业银行（英語：Franco-Chinese Bank，全名）是一家中國和法屬印度支那合資的商業銀行，後來也在印度洋和法属西印度群岛開展業務，是中國第一家中外合資銀行，該公司於1922年10月在法國工業銀行關閉後成立。1964年，在失去亞洲大部分業務後，該銀行的名稱變更為Banque Française pour le Commerce，1968年又改為Banque Française Commerciale，從而保留BFC的縮寫。自2003年起由毛里裘斯商業銀行和法国兴业银行共同開設的合資企業，在留尼旺和馬約特運營。